# 100. pr. n. št.
100. pr. n. št. je deseto desetletje v 2. stoletju pr. n. št. med letoma 109 pr. n. št. in 100 pr. n. št.. 

## Dogodki
- - Aravaki naselijo Deviške otoke.[1]